# Milo Ventimiglia
Milo Anthony Ventimiglia (født 8. juli 1977 i Anaheim, Californien) er en amerikansk tv-skuespiller og -instruktør, bedst kendt for sin rolle som Peter Petrelli i NBC-serien Heroes.
Han debuterede i Rap fyr i L.A., men slog igennem med den Emmy Award-vindende serie Gilmore Girls, hvor han spillede Rory Gilmores kæreste Jess Mariano fra 2001 til 2006. Ventimiglias store gennembrud kom i 2006, da han fik rollen Peter Petrelli i NBC's serie, Heroes.

## Privatliv
Ventimiglia blev født i Orange County, Californien. Han er søn af Carol (født Wilson) og Peter Ventimiglia. Med to ældre søstre, er han den yngste af en søskendeflok på tre. Som attenårig modtog Ventimiglia et stipendium til at studere ved American Conservatory Theater. Han gik på UCLA som major i fire år, men dette var ikke akademisk. Ventimiglia er lacto- vegetar, derfor undgår han nødder og bælgfrugter. Han hverken ryger cigaretter, eller drikker alkohol, af samme grund. Han er fan af det britiske punkband The Clash, og er en ivrig skateboard-fan.

## Filmografi

### Film
| År   | Titel                         | Rolle                 | Noter                        |
| ---- | ----------------------------- | --------------------- | ---------------------------- |
| 1997 | Boys Life 2                   | Jason                 | Segment: "Must Be the Music" |
| 1999 | She's All That                | Soccer Player         |                              |
| 1999 | Speedway Junky                | Travis                |                              |
| 2000 | Massholes                     | Doc                   |                              |
| 2001 | Nice Guys Finish Last         | Josh                  | Short film                   |
| 2003 | Winter Break                  | Matt Raymand          |                              |
| 2005 | Cursed                        | Bo                    |                              |
| 2005 | Dirty Deeds                   | Zach Harper           |                              |
| 2006 | Intelligence                  | Colin Mathers         | Short film                   |
| 2006 | Stay Alive                    | Loomis Crowley        |                              |
| 2006 | Rocky Balboa                  | Rocky Balboa Jr.      |                              |
| 2008 | Pathology                     | Dr. Ted Grey          |                              |
| 2009 | Gamer                         | Rick Rape             |                              |
| 2009 | Armored                       | Officer Jake Eckehart |                              |
| 2010 | Order of Chaos                | Rick                  |                              |
| 2011 | The Divide                    | Josh                  |                              |
| 2012 | That's My Boy                 | Chad Martin           |                              |
| 2012 | Static                        | Jonathan Dade         | Also executive producer      |
| 2013 | Kiss of the Damned            | Paulo                 |                              |
| 2013 | Grown Ups 2                   | Frat Boy Milo         |                              |
| 2013 | Breaking at the Edge          | Ian Wood              |                              |
| 2013 | Killing Season                | Chris Ford            |                              |
| 2014 | Grace of Monaco               | Rupert Allan          |                              |
| 2014 | Tell                          | Ethan Tell            | Also producer                |
| 2015 | Walter                        | Vince                 |                              |
| 2015 | Wild Card                     | Danny DeMarco         |                              |
| 2016 | Madtown                       | Denny Briggs          |                              |
| 2017 | Sandy Wexler                  | Barry Bubatzi         |                              |
| 2017 | Devil's Gate                  | Jackson Pritchard     |                              |
| 2018 | Creed II                      | Rocky Balboa Jr.      |                              |
| 2018 | Second Act                    | Trey                  |                              |
| 2019 | The Art of Racing in the Rain | Denny Swift           |                              |
| 2024 | Land of Bad                   | Captain Sugar         |                              |